# 1954 في إسبانيا
فيما يلي قوائم الأحداث التي وقعت خلال عام 1954 في إسبانيا.

## سياسة

### تعيين في المنصب
- 1 يناير – توركواتو فيرنانديث-ميراندا .

## مواليد

### يناير
- 1 يناير – بيدرو ثارالوكي كاتب إسباني.
- 2 يناير – أنتون لاماثاريس فنان إسباني.
- 12 يناير – خيسوس ماريا ساتروستيغي لاعب كرة قدم إسباني.
- 18 يناير – أنتونيو أولمو لاعب كرة قدم إسباني.

### مايو
- 2 مايو – خوان كارلوس ألفاريز
- 13 مايو – يوجينيو ليال لاعب كرة قدم إسباني.
- 27 مايو – خوسيه ماريا إستيبان مُجدّف كانوي إسباني.

### يونيو
- 3 يونيو – دولثي تشاكون
- 15 يونيو – إدواردو لاغو كاتب إسباني.
- 21 يونيو – أمبارو مونيوز
- 26 يونيو – لويس أركونادا لاعب كرة قدم إسباني.

### يوليو
- 8 يوليو – فرانسيسكو غارسيا هيرنانديز

### أغسطس
- 2 أغسطس – إنريكه ساورا لاعب كرة قدم إسباني.
- 3 أغسطس – خوان أنطونيو كوربالان لاعب كرة سلة إسباني.

### سبتمبر
- 1 سبتمبر – مانويل دياز فيفا لاعب كرة قدم إسباني.
- 25 سبتمبر – خواندي راموس لاعب كرة قدم.

### أكتوبر
- 10 أكتوبر – اريان اسكارديا

### نوفمبر
- 10 نوفمبر – خوان غوميز غونزاليس

### ديسمبر
- 21 ديسمبر – خوسيه دييغو ألفاريز لاعب كرة قدم إسباني.

## وفيات

### أبريل
- 1 أبريل – رامون غوزمان (مواليد 1907) لاعب كرة قدم إسباني.

### يوليو
- 14 يوليو – خاثينتو بينافينتي (مواليد 1866) كاتب إسباني.